# Ризлинг български
Ризлинг български е бял хибриден винен сорт грозде, селектиран чрез кръстосване на сортовете Димят и Ризлинг от чл.-кор. Куню Стоев и ст.асистент Здравко Занков и Й.Иванов през 1951 г. в опитното поле на Катедрата по лозарство в с. Септември, Пазарджишко. Признат е за оригинален сорт със Заповед № 13/23 януари 1965 г. на Министерството на селскостопанското производство.
Неустойчив към ниски температури, филоксера и гъбични заболявания. Ранозреещ сорт – узрява в края на август и първите дни на септември. Родовитостта на сорта е много добра. Средният добив от лоза е 3.948 кг, а от декар -1576 кг.
Гроздовете са средноголеми, конични, среднорехави до плътни. Средното му тегло е 120 г. Зърната са дребни, закръглени, жълто-зелени, с лик ръждив загар. Кожицата е плътна, устойчива на напукване и гниене и при неблагоприятни условия. Месото е сочно, с хармоничен вкус.
От сорта се приготвят висококачествени бели трапезни и пенливи вина с хармоничен приятен вкус, с подчертан плодов аромат и изразена свежест, както и шампански виноматериали.